# Claire Nicole

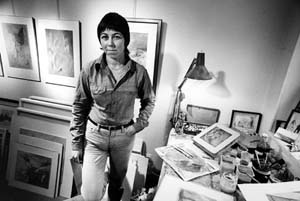
Claire Nicole (1983) by Erling Mandelmann

Claire Nicole (* 23. Juni 1941 in Morges) ist eine Schweizer Bildende Künstlerin. Ihr Werk umfasst Malerei, Zeichnungen, Illustrationen, Druckgrafiken, Holzschnitte und Gobelin-Cartoons.

## Leben und Werk
Claire Nicole studierte von 1959 bis 1963 an der Ecole des Beaux-Arts in Lausanne. Neben zahlreichen Reisen hielt sie sich 2004 und 2005 in der Cité Internationale des Arts Paris und 2012 im Atelier L'Echappée in der Ardèche auf.
Sie arbeitet regelmässig mit französischsprachigen Schriftstellern und Dichtern im Rahmen der Veröffentlichung von Kunstbüchern zusammen. Ihre Gemälde und Glasfenster sind in verschiedenen öffentlichen und privaten Räumen in der Westschweiz zu finden.
Claire Nicole stellte ihre Werke in zahlreichen Einzel- und Gruppenausstellungen im In- und Ausland aus. Zudem befinden sich ihre Werke in privaten wie in öffentlichen Sammlungen. Sie lebt seit 1965 in Lausanne.